# Rubus densipilus
Rubus densipilus är en rosväxtart som beskrevs av Henri L. Sudre. Rubus densipilus ingår i släktet rubusar, och familjen rosväxter. Inga underarter finns listade i Catalogue of Life.